# The Outsiders (banda do Reino Unido)
Os The Outsiders foram uma banda punk rock inglesa, formada em Londres, em 1976, por Adrian Borland (voz, guitarra), Bob Lawrence (baixo), Adrian Janes (bateria). É considerada uma das primeiras bandas de música punk britânicas.

## História
O primeiro álbum, Calling On Youth, lançado em Junho de (1977, teve o apoio dos pais de Adrian Borland. Foram editadas cerca de 1.000 cópias, pela editora Raw Edge, propriedade da banda. Terá sido o primeiro LP de música punk a ser gravado, e lançado, por uma editora própria.
O grupo frequentou o circuito punk habitual de Londres, tocando no Roxy e no Vortex. Num dos concertos no Roxy, a banda teve o apoio de Iggy Pop, que se lhes juntou, quando interpretavam uma versão de Raw Power, da banda de Iggy, os The Stooges. Para além dos Stooges, o grupo era também influenciado musicalmente pelos The Velvet Underground.
A banda lançaría um segundo trabalho em 1978, pela mesma editora, com o nome de Close Up. Neste período, o baixista Graham Bailey, juntar-se-ía ao grupo. O fim da banda surge pouco tempo depois, e Borland, juntamente com Bailey, forma os The Sound.

## Discografia

### Álbuns
- Calling On Youth (1977)
- Close UP (1978)

### EP
- One to Infinity (1977)

### Compilações
- Vital Years (1993)
- Ripped Shirt (1999)